# هاکوب جک خاچیکیان
هاکوب جک خاچیکیان (ارمنی: [] Error: {{Lang}}: فاقد متن (راهنما); انگلیسی: Agop Jack Hacikyan; زاده ۲۵ نوامبر ۱۹۳۱ – درگذشته ۳ ژوئیهٔ ۲۰۱۵) نویسنده، تاریخ‌نگار، و استاد مطالعات ادبی ارمنی‌تبار اهل کانادا بود. وی پدیدآورنده بیش از سی کتاب دربارهٔ ادبیات و لغت‌شناسی و هشت رمان می‌باشد.

## زندگی‌نامه
وی در ۲۵ نوامبر ۱۹۳۱ در استانبول به دنیا آمد  وی از سال ۱۹۵۷ در استان کبک زندگی می‌کرد. در ۳ ژوئیهٔ ۲۰۱۵ در سن ۸۳ سالگی در مونترآل درگذشت.

## تالیفات
- میراث ادبیات ارمنی: از سده هجدهم تا زمان حال The Heritage of Armenian Literature: From the Eighteenth Century to Modern Times